# Château Calon-Ségur
Le château Calon-Ségur, est un domaine viticole de 94 hectares situé à Saint-Estèphe en Gironde. Il produit plusieurs vins en appellation saint-estèphe, le grand vin étant classé troisième grand cru au classement de 1855.

## Histoire du domaine

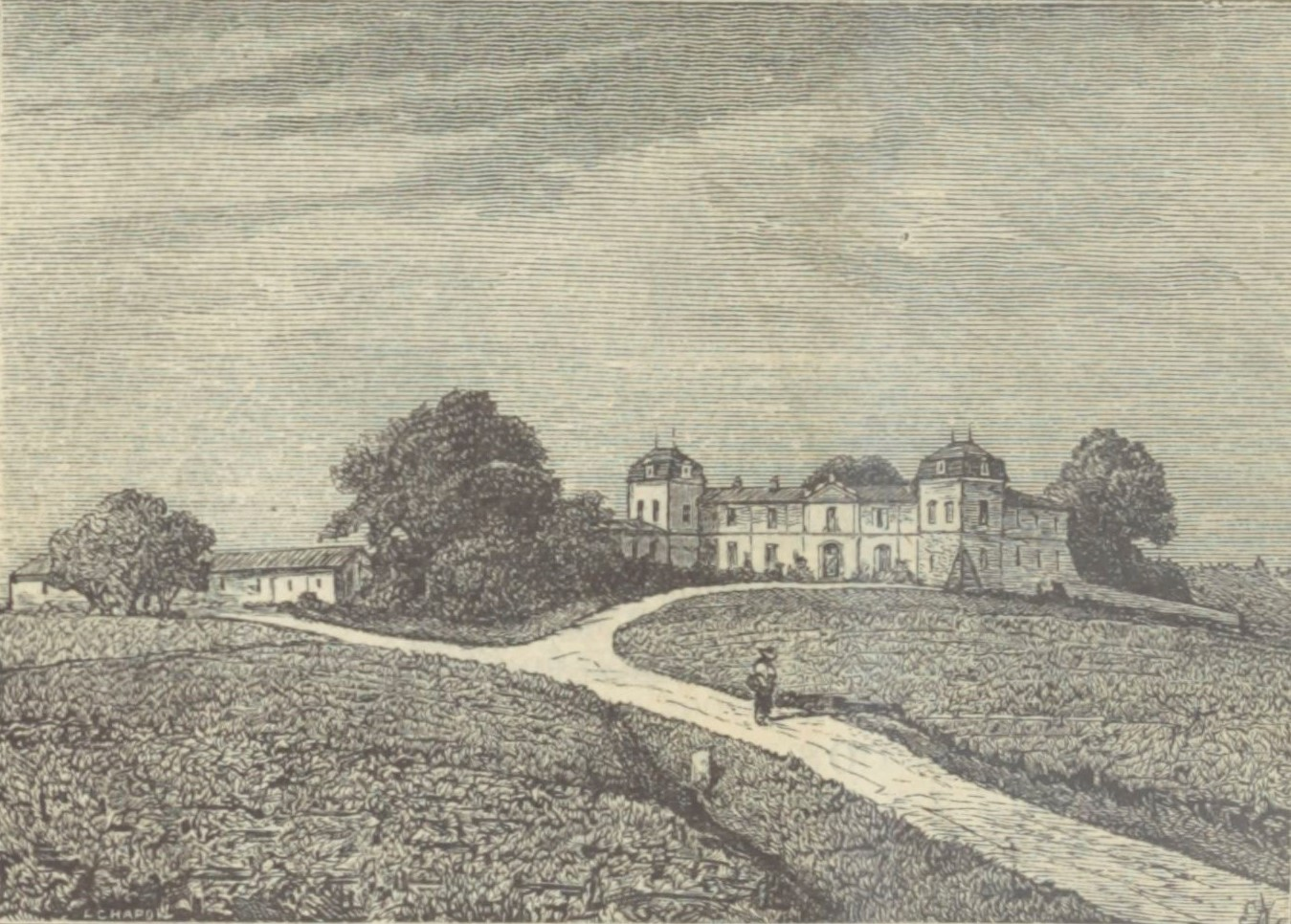
Illustration du Château Calon-Ségur en 1898.

Calon doit son nom à une petite embarcation utilisée au Moyen Âge pour transporter le bois d'une rive à l'autre de la Gironde. La commune dont le domaine dépend s'est pendant longtemps appelée Saint-Estèphe de Calon. Après la conquête de la Guyenne, le vignoble fut successivement propriété de la famille d'Albret, de messire Jean de Lur, de Pierre de Marsan, enfin de Gasq.
Au XVIIIe siècle, le marquis Nicolas-Alexandre de Ségur, président du Parlement de Bordeaux qui possédait aussi le château Lafite et le château Latour, fait l'acquisition, par son mariage avec la veuve de M. de Gasq, du château et de son domaine. Le marquis de Ségur ajouta son nom à celui de Calon. « Je fais du vin à Lafite et à Latour, mais mon cœur est à Calon » aimait dire ce dernier : une appréciation que l'on retrouve sur l'estampe actuelle du château.
Au XIXe siècle se succèdent différents propriétaires. En 1894, le domaine est racheté par Georges Capbern Gasqueton et son oncle Charles Hanappier. Calon-Ségur reste dans la famille Capbern Gasqueton (Vie au Grand Air du Médoc) tout au long du XXe siècle, dirigé notamment par Philippe Capbern Gasqueton (propriétaire également du château du Tertre, du château Couhins et du château d'Agassac) puis par son épouse Denise Capbern Gasqueton, à partir de 1995, jusqu'à son décès en septembre 2011. Hélène de Baritault du Carpia succède alors à sa mère, et prend la direction de l'exploitation. En juin 2012, la propriété familiale est cédée pour 170 M€ à Suravenir Assurances, filiale du Crédit mutuel Arkéa.

## Terroir

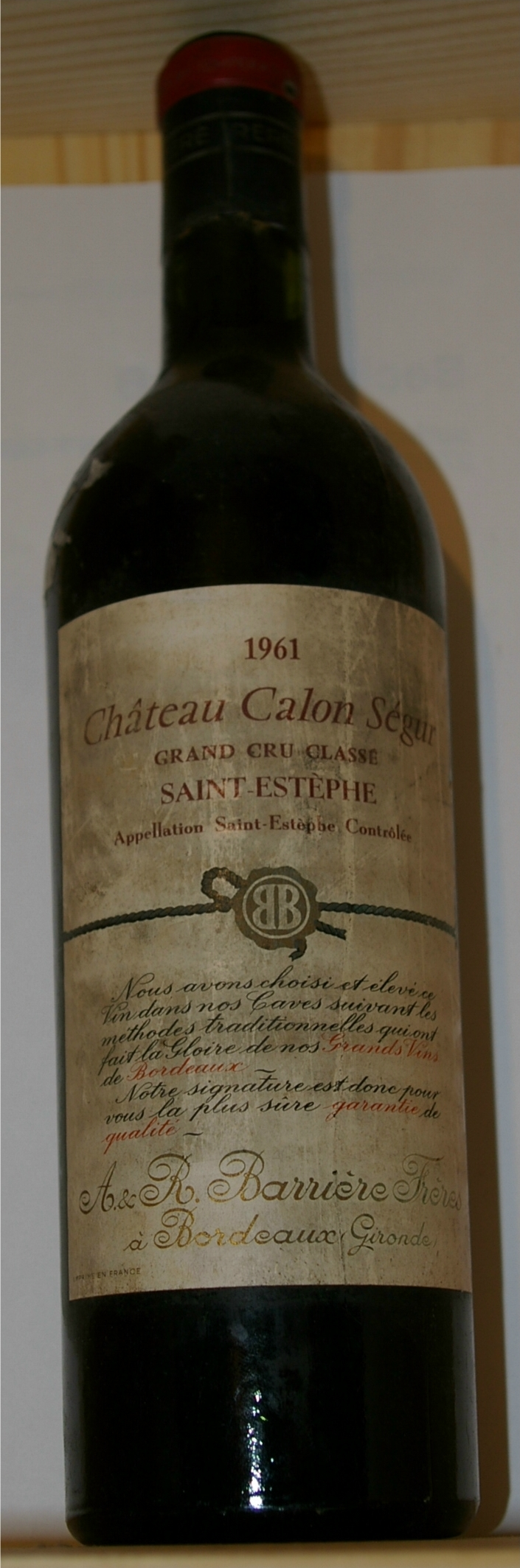
Bouteille de Calon-Ségur 1961, étiquette du négoce.

Le vignoble, totalisant 55 hectares de vignes plantées, se développe sur des terrains graveleux et vallonnés.
L'encépagement du domaine est constitué de 65 % cabernet sauvignon, 20 % merlot, 15 % cabernet franc avec des vignes de 40 ans de moyenne d'âge.

## Vins

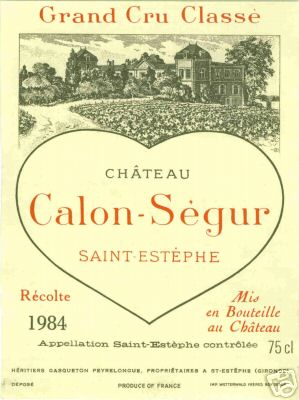
Étiquette de château Calon-Ségur millésime 1984.

Le vin est élevé de manière très traditionnelle durant 24 mois en moyenne dans les barriques en chêne, partiellement neuves (30 à 50 % selon l'année). Le vin de Calon-Ségur est généralement considéré comme un des vins de Saint-Estèphe les plus puissants et les plus corsés de l'appellation.
Le domaine produit également un second vin, le « Marquis de Calon Ségur », ainsi qu'un vin issu des jeunes vignes du domaine, le « Saint-Estèphe de Calon Ségur ».